# Ping Pong (Band)
Ping Pong ist ein Pop-Quartett aus Israel.

## Werdegang
Die Band hat bisher ein Album namens Between Moral and Fashion aus dem Jahr 2000 herausgebracht. In Israel sind sie bekannt geworden durch politische Pop-Hits wie Burger Ranch (benannt nach einer israelischen Fast-Food-Kette), Mr. Israel und I got an lover in Givati.
2000 wurden sie von der Israel Broadcasting Authority ausgewählt, Israel beim Eurovision Song Contest 2000 in Schweden zu vertreten. Ihr Song Be Happy wurde allerdings von den Zuschauern nur auf den 22. Platz gewählt.